# Ivan Kardum
Ivan Kardum (* 18. Juli 1987 in Osijek, SFR Jugoslawien) ist ein kroatischer Fußballtorwart.

## Karriere

### Verein
Kardum begann seine Karriere beim NK Osijek. Zur Saison 2006/07 rückte er in den Profikader von Osijek, kam allerdings in seiner ersten Spielzeit nie zum Einsatz. Im August 2007 wurde er an den Zweitligisten NK Vukovar ’91 verliehen, mit dem er zu Saisonende aus der 2. HNL abstieg. Zur Saison 2008/09 wurde er an den Drittligisten NK Grafičar-Vodovod Osijek weiterverliehen. Zur Saison 2009/10 kehrte er zum NK Osijek zurück. Nach seiner Rückkehr debütierte er im Juli 2009 gegen Hajduk Split schließlich in der 1. HNL. In den folgenden zweieinhalb Spielzeiten verpasste Kardum nicht ein einziges Spiel Osijeks und hütete insgesamt 77 Partien in Folge das Tor in der höchsten kroatischen Spielklasse.
Im Januar 2012 wechselte der Tormann zum österreichischen Bundesligisten FK Austria Wien, bei dem er einen bis Juni 2014 laufenden Vertrag erhielt. Bei der Austria konnte er sich jedoch nie gegen Einsertormann Heinz Lindner durchsetzen, in der Saison 2013/14 wurde er schließlich auch von Youngster Osman Hadžikić verdrängt und fand sich nur noch als dritter Tormann auf der Tribüne wieder. Während seiner zweieinhalb Jahre in Wien kam der Kroate zweimal für die „Veilchen“ gegen Amateurklubs im ÖFB-Cup zum Einsatz, zudem spielte er einmal für die Amateure der Austria in der Regionalliga. Nach seinem Vertragsende verließ er den Verein nach der Saison 2013/14 und kehrte daraufhin im August 2014 nach Kroatien zurück, wo er sich dem NK Slaven Belupo Koprivnica anschloss. Für Slaven Belupo kam er in der Saison 2014/15 zu 24 Einsätzen in der 1. HNL. In der Saison 2015/16 war er in der Hinrunde jedoch nur noch dritter Tormann, woraufhin er den Klub in der Winterpause verließ.
Im Anschluss daran wechselte Kardum im Februar 2016 nach Litauen zu Sūduva Marijampolė. Im Baltikum verbrachte der Torwart insgesamt sechs Jahre, in denen er zu 159 Einsätzen in der A lyga kam. Mit Sūduva wurde er in seiner Zeit beim Klub dreimal litauischer Meister. In seinen sechs Jahren war Kardum zumeist gesetzt, erst in der Saison 2021 hatte er Schwierigkeiten sich gegen den griechischen Neuzugang Makis Giannikoglou durchzusetzen. Im Januar 2022 wechselte er ein zweites Mal nach Österreich und schloss sich dem Regionalligisten FCM Traiskirchen an. Für Traiskirchen kam er zu zehn Einsätzen in der Regionalliga Ost.
Zur Saison 2022/23 wechselte Kardum zum viertklassigen SC Ritzing, den er nach Einstellung des Spielbetriebes in der Winterpause 2023/24 wieder verließ, um sich dem SV Lackenbach anzuschließen.
Von 2022 bis 2023 war als Trainer im Nachwuchsbereich des SK Cro-Vienna tätig und fungierte hier in dieser Zeit auch als Teambetreuer.

### Nationalmannschaft
Kardum spielte 2004 einmal für die kroatische U-18-Auswahl. Zwischen April 2005 und Mai 2006 kam er zehnmal im U-19-Team zum Einsatz.